# (168) Sibylla
(168) Sibylla – planetoida z pasa głównego asteroid okrążająca Słońce w ciągu 6 lat i 75 dni w średniej odległości 3,38 j.a. Została odkryta 28 września 1876 roku w Detroit Observatory w mieście Ann Arbor przez Jamesa Watsona. Nazwa planetoidy nawiązuje do Sybilli, wróżki w mitologii greckiej.